# Роберт Боун Мінтерн
Роберт Боун Мінтерн (англ. Robert Bowne Minturn) (16 листопада 1805 року, Нью-Йорк  — 9 січня 1866 року, Нью-Йорк) – американський підприємець і судновласник. Нині більш відомий, як один із колишніх власників славетного вітрильного кліпера Flying Cloud.

## Сім'я
Роберт Боун Мінтерн народився 16 листопада 1805 року в Нью-Йорку, в сім'ї дуже відомій у судноплавних колах Нової Англії та Нью-Йорку. Батько — Вільям Мінтерн Молодший (англ. William Minturn (Jr.)) (1776–1818); мати — Сара Боун (англ. Sarah Bowne). Вільям був «добре відомим торговельним судновласником», одним із засновників компанії Mutual Fire Insurance Company в Нью-Йорку. Вважають, що він кілька років торгував з Китаєм, що приносило величезні прибутки. У різний час був партнером брата Джонасона (англ. Jonas) у фірмі Minturn & Champlin. Після занепаду Minturn & Champlin брат захворів та незабаром помер, коли Роберт був ще підлітком.
Дід Роберта Вільям Мінтерн (Старший) (англ. William Minturn (Sr.)) народився на Род-Айленді 18 березня 1738 року. Подейкують, що він побоювався, аби англійці знову не спробували взяти свої втрачені колонії після Американської революції, тому перевіз свою сім'ю і бізнес до штату Нью-Йорк, вважаючи, що там все буде більш захищеним від морських атак. Пізніше став одним із засновників Хадсона[якого?] (англ. Hudson). 1791 року Вільям знову переїхав, цього разу до міста Нью-Йорк, де можливості були більші, а судноплавні відстані коротші. Незабаром він став дуже багатим: він і його син, онук і правнук – усі включені до списків енциклопедії «Американське багатство» (англ. Encyclopedia of American Wealth). 1799 року його здоров'я похитнулося, і Вільям Мінтерн повернувся в Род-Айленд, щоб піти на пенсію, але помер через місяць, 23 серпня 1799 року. Його вдова Пенелопа Грін (англ. Penelope Greene) (21 серпня 1746 року — 6 квітня 1821 року) та дочка Бенджаміна Гріна (англ. Benjamin Greene) повернулася до Нью-Йорка, де вона жила зі своїми синами на Перл-стріт (англ. Pearl Street).
Роберт Боун Мінтерн одружився з Анною Марією Венделл (англ. Anna Mary Wendell) у червні 1835 року. Вона була дочкою Джона Ленсінга Венделла (англ. John Lansing Wendell), партнера у Grinnell, Minturn & Co. 1822 року сестра Роберта, Сара вийшла заміж за Генрі Гріннела (англ. Henry Grinnell), який згодом став бізнес-партнером Роберта.

## Зовнішні посилання
- Роберт Боун Мінтерн на сайті Find a Grave (англ.)